# Кубок Америки з футболу 2011
Кубок Америки 2011 (2011 Campeonato Sudamericano Copa América або 2011 Copa América чи Copa América Argentina 2011) — 43-й розіграш Кубка Америки, головного футбольного турніру серед національних збірних Південної Америки. Турнір організувала КОНМЕБОЛ, керівний футбольний орган Південної Америки. Матчі відбувалися з 1 по 24 липня 2011 року в Аргентині. Жеребкування відбулося в Ла Платі 11 листопада 2010 року. 
Уругвай виграв турнір, обігравши у фіналі Парагвай з рахунком 3:0, і таким чином здобувши свій 15-й Кубок Америки (перший з 1995 року). Крім того, Уругвай отримав право представляти КОНМЕБОЛ на Кубку Конфедерацій 2013 року в Бразилії.

## Арени
| Буенос-Айрес                                         | Буенос-Айрес Кордова Сан-Сальвадор-де-Жужуй Ла-Плата Мендоса Сальта Санта-Фе Сан-Хуан | Мендоса                          |
| ---------------------------------------------------- | ------------------------------------------------------------------------------------- | -------------------------------- |
| «Стадіон Монументаль» імені Антоніо Веспучіо Ліберті | Буенос-Айрес Кордова Сан-Сальвадор-де-Жужуй Ла-Плата Мендоса Сальта Санта-Фе Сан-Хуан | Естадіо Мальвінас Архентінас     |
| Місткість: 65,921                                    | Буенос-Айрес Кордова Сан-Сальвадор-де-Жужуй Ла-Плата Мендоса Сальта Санта-Фе Сан-Хуан | Місткість: 40,268                |
|                                                      | Буенос-Айрес Кордова Сан-Сальвадор-де-Жужуй Ла-Плата Мендоса Сальта Санта-Фе Сан-Хуан |                                  |
| Кордова                                              | Буенос-Айрес Кордова Сан-Сальвадор-де-Жужуй Ла-Плата Мендоса Сальта Санта-Фе Сан-Хуан | Сальта                           |
| Естадіо Маріо Альберто Кемпес                        | Буенос-Айрес Кордова Сан-Сальвадор-де-Жужуй Ла-Плата Мендоса Сальта Санта-Фе Сан-Хуан | Естадіо Падре Ернесто Мартеарена |
| Місткість: 57,000                                    | Буенос-Айрес Кордова Сан-Сальвадор-де-Жужуй Ла-Плата Мендоса Сальта Санта-Фе Сан-Хуан | Місткість: 20 408                |
|                                                      | Буенос-Айрес Кордова Сан-Сальвадор-де-Жужуй Ла-Плата Мендоса Сальта Санта-Фе Сан-Хуан |                                  |
| Сан-Сальвадор-де-Жужуй                               | Буенос-Айрес Кордова Сан-Сальвадор-де-Жужуй Ла-Плата Мендоса Сальта Санта-Фе Сан-Хуан | Сан-Хуан                         |
| 23 серпня                                            | Буенос-Айрес Кордова Сан-Сальвадор-де-Жужуй Ла-Плата Мендоса Сальта Санта-Фе Сан-Хуан | Естадіо дель Бісентенаріо        |
| Місткість: 23,000                                    | Буенос-Айрес Кордова Сан-Сальвадор-де-Жужуй Ла-Плата Мендоса Сальта Санта-Фе Сан-Хуан | Місткість: 25 000                |
|                                                      | Буенос-Айрес Кордова Сан-Сальвадор-де-Жужуй Ла-Плата Мендоса Сальта Санта-Фе Сан-Хуан |                                  |
| Ла-Плата                                             | Буенос-Айрес Кордова Сан-Сальвадор-де-Жужуй Ла-Плата Мендоса Сальта Санта-Фе Сан-Хуан | Санта-Фе                         |
| Естадіо Сьюдад де Ла-Плата                           | Буенос-Айрес Кордова Сан-Сальвадор-де-Жужуй Ла-Плата Мендоса Сальта Санта-Фе Сан-Хуан | Естадіо Естаніслао Лопеса        |
| Місткість: 36,000                                    | Буенос-Айрес Кордова Сан-Сальвадор-де-Жужуй Ла-Плата Мендоса Сальта Санта-Фе Сан-Хуан | Місткість: 47 000                |
|                                                      | Буенос-Айрес Кордова Сан-Сальвадор-де-Жужуй Ла-Плата Мендоса Сальта Санта-Фе Сан-Хуан |                                  |

## Груповий турнір

### Група A
| М | Збірна     | І | В | Н | П | М     | О | Р  | Колумбія | Аргентина | Коста-Рика | Болівія |
| - | ---------- | - | - | - | - | ----- | - | -- | -------- | --------- | ---------- | ------- |
| 1 | Колумбія   | 3 | 2 | 1 | 0 | 3 - 0 | 7 | +3 |          | 0:0       | 1:0        | 2:0     |
| 2 | Аргентина  | 3 | 1 | 2 | 0 | 4 - 1 | 5 | +3 | 0:0      |           | 3:0        | 1:1     |
| 3 | Коста-Рика | 3 | 1 | 0 | 2 | 2 - 4 | 3 | -2 | 0:1      | 0:3       |            | 2:0     |
| 4 | Болівія    | 3 | 0 | 1 | 2 | 1 - 5 | 1 | -4 | 0:2      | 1:1       | 0:2        |         |

| 1 липня 2011 21:45 |

| Аргентина  | 1–1      | Болівія    |
| ---------- | -------- | ---------- |
| Агуеро 75' | Протокол | Ермоза 47' |

| Естадіо Сьюдад де Ла-Плата, Ла-Плата Арбітр: Роберто Сільвера (Уругвай) |

| 2 липня 2011 15:30 |

| Колумбія  | 1–0      | Коста-Рика |
| --------- | -------- | ---------- |
| Рамос 44' | Протокол |            |

| 23 серпня, Сан-Сальвадор-де-Жужуй Арбітр: Енріке Оссес (Чилі) |

| 6 липня 2011 21:45 |

| Аргентина | 0–0      | Колумбія |
| --------- | -------- | -------- |
|           | Протокол |          |

| Естадіо Естаніслао Лопеса, Санта-Фе Арбітр: Сальвіо Фаґундеш (Бразилія) |

| 7 липня 2011 19:15 |

| Болівія | 0–2      | Коста-Рика                |
| ------- | -------- | ------------------------- |
|         | Протокол | Мартінес 59' Кемпбелл 78' |

| 23 серпня, Сан-Сальвадор-де-Жужуй Арбітр: Карлос Вера (Еквадор) |

| 10 липня 2011 16:00 |

| Колумбія                | 2–0      | Болівія |
| ----------------------- | -------- | ------- |
| Фалькао 14', 28' (пен.) | Протокол |         |

| Естадіо Естаніслао Лопеса, Санта-Фе Арбітр: Франциско Чакон (Мексика) |

| 11 липня 2011 21:45 |

| Аргентина                      | 3–0      | Коста-Рика |
| ------------------------------ | -------- | ---------- |
| Агуеро 45+1', 52' Ді Марія 63' | Протокол |            |

| Естадіо Маріо Альберто Кемпес, Кордова Арбітр: Віктор Гюго Рівера (Перу) |

### Група В
| М | Збірна    | І | В | Н | П | М     | О | Р  | Бразилія | Венесуела | Парагвай | Еквадор |
| - | --------- | - | - | - | - | ----- | - | -- | -------- | --------- | -------- | ------- |
| 1 | Бразилія  | 3 | 1 | 2 | 0 | 6 - 4 | 5 | +2 |          | 0:0       | 2:2      | 4:2     |
| 2 | Венесуела | 3 | 1 | 2 | 0 | 4 - 3 | 5 | +1 | 0:0      |           | 3:3      | 1:0     |
| 3 | Парагвай  | 3 | 0 | 3 | 0 | 5 - 5 | 3 | 0  | 2:2      | 3:3       |          | 0:0     |
| 4 | Еквадор   | 3 | 0 | 1 | 2 | 2 - 5 | 1 | -3 | 2:4      | 0:1       | 0:0      |         |

| 3 липня 2011 16:00 |

| Бразилія | 0–0      | Венесуела |
| -------- | -------- | --------- |
|          | Протокол |           |

| Естадіо Сьюдад де Ла-Плата, Ла-Плата Арбітр: Рауль Ороско (Болівія) |

| 3 липня 2011 18:30 |

| Парагвай | 0–0      | Еквадор |
| -------- | -------- | ------- |
|          | Протокол |         |

| Естадіо Естаніслао Лопеса, Санта-Фе Арбітр: Серхіо Пессотта (Аргентина) |

| 9 липня 2011 16:00 |

| Бразилія            | 2–2      | Парагвай                   |
| ------------------- | -------- | -------------------------- |
| Жадсон 38' Фред 89' | Протокол | Санта-Крус 54' Вальдес 66' |

| Естадіо Маріо Альберто Кемпес, Кордова Арбітр: Вільмар Ролдан (Колумбія) |

| 9 липня 2011 18:30 |

| Венесуела    | 1–0      | Еквадор |
| ------------ | -------- | ------- |
| Гонсалес 61' | Протокол |         |

| Естадіо Падре Ернесто Мартеарена, Сальта Арбітр: Вальтер Кесада (Коста-Рика) |

| 13 липня 2011 19:15 |

| Парагвай                             | 3–3      | Венесуела                       |
| ------------------------------------ | -------- | ------------------------------- |
| Алькарас 32' Барріос 62' Ріверос 85' | Протокол | Рондон 4' Міку 89' Перосо 90+2' |

| Естадіо Падре Ернесто Мартеарена, Сальта Арбітр: Енріке Оссес (Чилі) |

| 13 липня 2011 21:45 |

| Бразилія                      | 4–2      | Еквадор          |
| ----------------------------- | -------- | ---------------- |
| Пату 28', 61' Неймар 48', 71' | Протокол | Кайседо 36', 58' |

| Естадіо Маріо Альберто Кемпес, Кордова Арбітр: Роберто Сільвера (Уругвай) |

### Група С
| М | Збірна  | І | В | Н | П | М     | О | Р  | Чилі | Уругвай | Перу | Мексика |
| - | ------- | - | - | - | - | ----- | - | -- | ---- | ------- | ---- | ------- |
| 1 | Чилі    | 3 | 2 | 1 | 0 | 4 - 2 | 7 | +2 |      | 1:1     | 1:0  | 2:1     |
| 2 | Уругвай | 3 | 1 | 2 | 0 | 3 - 2 | 5 | +1 | 1:1  |         | 1:1  | 1:0     |
| 3 | Перу    | 3 | 1 | 1 | 1 | 2 - 2 | 4 | 0  | 0:1  | 1:1     |      | 1:0     |
| 4 | Мексика | 3 | 0 | 0 | 3 | 1 - 4 | 0 | -3 | 1:2  | 0:1     | 0:1  |         |

| 4 липня 2011 19:15 |

| Уругвай    | 1–1      | Перу              |
| ---------- | -------- | ----------------- |
| Суарес 45' | Протокол | Паоло Ґерреро 23' |

| Естадіо дель Бісентенаріо, Сан-Хуан Арбітр: Вільмар Ролдан (Колумбія) |

| 4 липня 2011 21:45 |

| Чилі                   | 2–1      | Мексика    |
| ---------------------- | -------- | ---------- |
| Паредес 66' Відаль 72' | Протокол | Араухо 40' |

| Естадіо дель Бісентенаріо, Сан-Хуан Арбітр: Хуан Сото (Венесуела) |

| 8 липня 2011 19:15 |

| Уругвай        | 1–1      | Чилі       |
| -------------- | -------- | ---------- |
| А. Перейра 53' | Протокол | Санчес 64' |

| Естадіо Мальвінас Архентінас, Мендоса Арбітр: Карлос Амарілья (Парагвай) |

| 8 липня 2011 21:45 |

| Перу              | 1–0      | Мексика |
| ----------------- | -------- | ------- |
| Паоло Ґерреро 82' | Протокол |         |

| Естадіо Мальвінас Архентінас, Мендоса Арбітр: Серхіо Пессотта (Аргентина) |

| 12 липня 2011 19:15 |

| Чилі                 | 1–0      | Перу |
| -------------------- | -------- | ---- |
| Каррільйо 90+2' (аг) | Протокол |      |

| Естадіо Мальвінас Архентінас, Мендоса Арбітр: Сальвіо Фаґундеш (Бразилія) |

| 12 липня 2011 21:45 |

| Уругвай        | 1–0      | Мексика |
| -------------- | -------- | ------- |
| А. Перейра 14' | Протокол |         |

| Естадіо Сьюдад де Ла-Плата, Ла-Плата Арбітр: Рауль Ороско (Болівія) |

### Збірні котрі посіли третє місце
Дві кращі збірні, які посіли треті місця у своїх групах вийшли до 1/4 фіналу
| Група | Збірна     | І | В | Н | П | М     | О | Р  |
| ----- | ---------- | - | - | - | - | ----- | - | -- |
| C     | Перу       | 3 | 1 | 1 | 1 | 2 - 2 | 4 | 0  |
| B     | Парагвай   | 3 | 0 | 3 | 0 | 5 - 5 | 3 | 0  |
| A     | Коста-Рика | 3 | 1 | 0 | 2 | 2 - 4 | 3 | −2 |

## Плей-оф
Збірні, які посіли перше та друге місце у своїх групах, та дві кращі збірні, які посіли треті місця вийшли до 1/4 фіналу.
|  | 1/4 фіналу      | 1/4 фіналу |                 |           | 1/2 фіналу      | 1/2 фіналу      |  |  | Фінал | Фінал |
|  |                 |            |                 |           |                 |                 |  |  |       |       |
|  |                 |            |                 |           |                 |                 |  |  |       |       |
|  |                 |            |                 |           |                 |                 |  |  |       |       |
|  | Колумбія        | 0          |                 |           |                 |                 |  |  |       |       |
|  | Колумбія        | 0          |                 |           |                 |                 |  |  |       |       |
|  | Перу (д.ч.)     | 2          |                 |           |                 |                 |  |  |       |       |
|  | Перу (д.ч.)     | 2          | Перу            | 0         |                 |                 |  |  |       |       |
|  |                 |            | Перу            | 0         |                 |                 |  |  |       |       |
|  |                 | Уругвай    | 2               |           |                 |                 |  |  |       |       |
|  | Аргентина       | Уругвай    | 2               | 1 (4)     |                 |                 |  |  |       |       |
|  | Аргентина       |            |                 | 1 (4)     |                 |                 |  |  |       |       |
|  | Уругвай (пен.)  | 1 (5)      |                 |           |                 |                 |  |  |       |       |
|  | Уругвай (пен.)  | 1 (5)      | Уругвай         | 3         |                 |                 |  |  |       |       |
|  |                 |            | Уругвай         | 3         |                 |                 |  |  |       |       |
|  |                 | Парагвай   | 0               |           |                 |                 |  |  |       |       |
|  | Бразилія        | Парагвай   | 0               | 0 (0)     |                 |                 |  |  |       |       |
|  | Бразилія        |            |                 | 0 (0)     |                 |                 |  |  |       |       |
|  | Парагвай (пен.) | 0 (2)      |                 |           |                 |                 |  |  |       |       |
|  | Парагвай (пен.) | 0 (2)      | Парагвай (пен.) | 0 (5)     | Матч за 3 місце | Матч за 3 місце |  |  |       |       |
|  |                 |            | Парагвай (пен.) | 0 (5)     | Матч за 3 місце | Матч за 3 місце |  |  |       |       |
|  |                 | Венесуела  | 0 (3)           |           |                 |                 |  |  |       |       |
|  | Чилі            | Венесуела  | 0 (3)           | 1         | Перу            | 4               |  |  |       |       |
|  | Чилі            |            |                 | 1         | Перу            | 4               |  |  |       |       |
|  | Венесуела       | 2          |                 | Венесуела | 1               |                 |  |  |       |       |
|  | Венесуела       | 2          |                 |           | 1               |                 |  |  |       |       |
|  |                 |            |                 |           |                 |                 |  |  |       |       |
|  |                 |            |                 |           |                 |                 |  |  |       |       |

### Чвертьфінали
| 16 липня 2011 16:00 |

| Колумбія | 0–2      | Перу                     |
| -------- | -------- | ------------------------ |
|          | Протокол | Лобатон 101' Варгас 111' |

| Естадіо Маріо Альберто Кемпес, Кордова Глядачів: 30,000 Арбітр: Франциско Чакон (Мексика) |

| 16 липня 2011 19:15 |

| Аргентина  | 1–1      | Уругвай  |
| ---------- | -------- | -------- |
| Ігуаїн 17' | Протокол | Перес 5' |

| Естадіо Естаніслао Лопеса, Санта-Фе Глядачів: 47,000 Арбітр: Карлос Амарілья (Парагвай) |

|                                             |     | Пенальті                                     |  |
| Мессі · Бурдіссо · Тевес · Пасторе · Ігуаїн | 4–5 | Форлан · Суарес · Скотті · Гаргано · Касерес |  |

| 17 липня 2011 16:00 |

| Бразилія | 0–0      | Парагвай |
| -------- | -------- | -------- |
|          | Протокол |          |

| Естадіо Сьюдад де Ла-Плата, Ла-Плата Глядачів: 36,000 Арбітр: Серхіо Пессотта (Аргентина) |

|                                           |     | Пенальті                         |  |
| Елано · Тіагу Сілва · Андре Сантос · Фред | 0–2 | Баррето · Естігаррібія · Ріверос |  |

| 17 липня 2011 19:15 |

| Чилі              | 1–2      | Венесуела                                    |
| ----------------- | -------- | -------------------------------------------- |
| Умберто Суасо 69' | Протокол | Освальдо Віскаррондо 34' Габріель Січеро 80' |

| Естадіо дель Бісентенаріо, Сан-Хуан Глядачів: 23,000 Арбітр: Карлос Вера (Еквадор) |

### Півфінали
| 19 липня 2011 21:45 |

| Перу | 0–2      | Уругвай         |
| ---- | -------- | --------------- |
|      | Протокол | Суарес 52', 57' |

| Естадіо Сьюдад де Ла-Плата, Ла-Плата Глядачів: 25,000 Арбітр: Рауль Ороско (Болівія) |

| 20 липня 2011 21:45 |

| Парагвай | 0–0      | Венесуела |
| -------- | -------- | --------- |
|          | Протокол |           |

| Естадіо Мальвінас Архентінас, Мендоса Глядачів: 8,000 Арбітр: Франциско Чакон (Мексика) |

|                                                          |     | Пенальті                                            |  |
| Ортігоса · Барріос · Ріверос · Освальдо Мартінес · Верон | 5–3 | Джанкарло Мальдонадо · Рей · Франклін Лусена · Міку |  |

### Матч за третє місце
| 23 липня 2011 16:00 |

| Перу                                            | 4–1      | Венесуела  |
| ----------------------------------------------- | -------- | ---------- |
| Вільям Чіроке 41' Паоло Герреро 63', 89', 90+2' | Протокол | Аранго 77' |

| Естадіо Сьюдад де Ла-Плата, Ла-Плата Глядачів: 20,000 Арбітр: Вільмар Ролдан (Колумбія) |

### Фінал
| 24 липня 2011 16:00 |

| Уругвай                    | 3–0      | Парагвай |
| -------------------------- | -------- | -------- |
| Суарес 11' Форлан 41', 89' | Протокол |          |

| «Стадіон Монументаль», Буенос-Айрес Глядачів: 57,921 Арбітр: Сальвіо Фагундеш (Бразилія) |

| Кубок Америки з футболу 2011 |
| ---------------------------- |
| Уругвай 15-й титул           |